# Mario Trevisiol
Mario Trevisiol es un deportista alemán que compite en curling. Ganó una medalla de oro en el Campeonato Europeo de Curling Masculino de 2024.

## Palmarés internacional
| Campeonato Europeo | Campeonato Europeo | Campeonato Europeo | Campeonato Europeo |
| Año                | Lugar              | Medalla            | Prueba             |
| ------------------ | ------------------ | ------------------ | ------------------ |
| 2024               | Lohja (Finlandia)  | Medalla de oro     | Equipo             |